# ジラース
ジラースは、特撮テレビドラマ『ウルトラマン』や『レッドマン』、インターネット配信ドラマ『セブンガーファイト』に登場する架空の怪獣。別名はエリ巻恐竜。
東宝怪獣のゴジラと酷似している姿でも知られる（詳細は後述）。

## 『ウルトラマン』に登場するジラース
『ウルトラマン』第10話「謎の恐竜基地」に登場。
元々はネス湖に生息していた恐竜の生き残りで、首の周りに大きな襟巻状の皮膜を持つ。「モンスター博士」の異名を持つ動物学者の中村博士（正体はネス湖で行方不明になった二階堂教授）によって日本へ運ばれ、ネス湖に酷似した環境を持つ静岡の北山湖で秘密裏に15年間育成された結果、怪獣化した。その際における体質変化に伴い、口から100万ボルトの青い熱線を吐けるようになっている。普段は北山湖の底に潜み、餌を与えられる深夜にのみ姿を現していたが、食べこぼした餌によって異常繁殖した魚を釣り人が捕ろうと撒いたカーバイドに刺激され、日中に姿を現す。
正体を現した中村博士を踏み潰してウルトラマンと交戦するが、接近戦の際に襟巻をもぎ取られ、それをムレータのようにひらつかせるウルトラマンへ突進しては回避され、翻弄される。最後はすれ違いざまのウルトラ霞斬りで急所を突かれて吐血しながら絶命し、襟巻はウルトラマンによって遺体に被せられる。中村博士はかろうじて生きていたが、ジラースの遺体にすがりながら絶命する。
- スーツアクター：中島春雄[出典 6]
- 命名は脚本家の金城哲夫。沖縄方言で「次郎叔父さん」を意味する「ジラースー（次郎主）」からとった[17]。
- 台本では、襟巻を剥がされると戦意が喪失するという描写がなされていた[16]。中島が保管していた字コンテでは、ウルトラマンとジラースのセリフのやり取りも書かれており、中島はウルトラマン役の古谷敏とともに面白がってやっていたのだろうと述懐している[15]。
- 小説家などでも知られるフリーライターの市川大賀によれば、脚本準備稿ではモンスター博士の正体は『ウルトラQ』に登場していた一ノ谷博士だったほか、中学生当時の市川が円谷プロダクションを訪れて営業担当者の梅本正明から聞いたところによれば、「どうしてもゴジラとウルトラマンを対決させたい」との円谷英二の思いから後述のようにスーツがゴジラの流用となったという[18][19]。

### ゴジラとの関係
着ぐるみは東宝のゴジラシリーズで使用されたゴジラのスーツを流用したもの。襟巻を付け、腹部、頭部、背びれを黄色く塗ったこと以外には目立った改変はない。ウルトラマンとの戦闘で襟巻を失った姿はゴジラのイメージをほぼそのまま残しており、デザインを担当した成田亨も「ゴジラに襟巻をつけた」と称している。鳴き声もまたゴジラの音源を早回ししたものであり、演じたスーツアクターも当時のゴジラと同じく中島春雄であった。ゴジラの流用は制作費削減のためであり、脚本もそれを想定したものであった。
頭部は『怪獣大戦争』のゴジラ、胴体は『モスラ対ゴジラ』のゴジラから改造された『ウルトラQ』のゴメスを経て、再びゴジラの意匠へ復元されたものを使用している。『怪獣大戦争』の撮影後、『モスゴジ』のゴジラの胴体に『怪獣大戦争』のゴジラの頭部を取り付けたものが上野の赤札堂で展示され、これが原型となった。その後、頭部は再び『怪獣大戦争』の胴体へ戻され、『ゴジラ・エビラ・モスラ 南海の大決闘』のゴジラとして使用された。書籍によっては、ボディは『三大怪獣 地球最大の決戦』のものを使用しており、頭部は『南海の大決闘』と同様の型から作られたと推測している。
演じた中島は、襟巻きがついた分ゴジラよりも重くなり、バランスを崩すほどではないが多少勝手が違ったと述べている。演技においてはゴジラとの差別化を意識し、軽快な動きとしている。
戦闘中に襟巻を剥ぎ取られる演出について、監督の満田かずほは「ゴジラの状態で東宝に返却する条件だったため、劇中で意図的に元へ戻した」と語っている。この演出は、結果としてゴジラとウルトラマンの対決を彷彿とさせるものとなった。
書籍『ウルトラ怪獣列伝』では、その容姿から映像作品での再登場は難しいものと推測していたが、2021年に『セブンガーファイト』で再登場を果たした。

## 『レッドマン』に登場するジラース
『レッドマン』第13話、第15話、第16話、第61話、第70話、第75話、第100話、第103話、第106話、第110話に登場。
着ぐるみは、玩具メーカーブルマァクの商品の販売促進用に製作されたものを使用している。体色は緑色（腹の部分が剥げている）で、手足の指は5本。好戦的な性質で、突進攻撃を得意とする。
- 第13話：バルタン星人と共にレッドマンを挟み撃ちにしようとするが、避けられて激突して倒れる。
- 第15話：単身でレッドマンと戦うが、レッドアローで倒される。
- 第16話：バルタン星人に操られてレッドマンと戦うが、巴投げで倒される。
- 第61話：単身でレッドマンと戦うが、レッドキックで倒される。
- 第70話：エレキングに加勢してレッドマンと戦うが、レッドアローを刺されて倒される。
- 第75話：イカルス星人と共にレッドマンと戦うが、レッドナイフを刺されて倒される。
- 第100話：レッドキラーと共にレッドマンと戦うが、レッドキックで倒される。
- 第103話：グドンと共にレッドマンと戦うが、レッドフォールで倒される。
- 第106話：グドン、レッドキラー、ペギラと共にレッドマンと戦うが、レッドアローで倒される。
- 第110話：グドンと共にレッドマンと戦うが、レッドナイフで倒される。

## 『セブンガーファイト』に登場するジラース
『セブンガーファイト』第1話「必殺！セブンガーかすみ斬り」に登場。
秘かにマッドサイエンティストによって飼育された恐竜の生き残りである怪獣という説があるが、詳しい出生に関しては不明で、怪獣研究センターが調査している。山から街に降りるのを防ぐため、ナツカワハルキの操縦するセブンガーが迎撃し、襟巻をもがれて怪獣王のごとく凶暴化するが、最後はハルキがイナバコジローから事前に直伝されていたかすみ斬りによって絶命する。もがれた襟巻はその亡骸にかけられた。
なお、襟巻が弱点であることをオオタユカからハルキに伝えられるが、隊長のヘビクラショウタはなぜか襟巻を狙う作戦を認めようとしなかった。
- 初代『ウルトラマン』のオマージュ演出も盛り込んでいる[35]。
- シリーズの派生元である『ウルトラマンZ』には未登場だが、劇中では怪獣研究センターが回収した死骸の細胞からカブラギシンヤ（セレブロ）によってジラースの怪獣メダルが生成され[34]、その力によって襟巻を備えたエリマキテレスドンが登場した[37]。

## その他
- 『帰ってきたウルトラマン』第12話では、MATの射撃訓練の的にジラースのものがある。
- 『ウルトラ怪獣大百科』では、ナレーションが「このジラースが最後の1匹とは思えない」と、ゴジラシリーズ第1作『ゴジラ』における山根博士と同様のセリフを発言している。
- 『ウルトラマンマックス』の放送前に行われた「伝説の怪獣人気投票」では、第9位にランクインしている[38]。
- 『ウルトラマンメビウス』第21話では、怪獣墓場に漂っている姿が描かれている[39]。
- 映画『大怪獣バトル ウルトラ銀河伝説 THE MOVIE』では、ベリュドラの右腕を構成する怪獣の1体となっている[40]。
- 『SmaSTATION!!』2009年12月19日放送分で「ウルトラマン 9のヒミツ」と題した特集が組まれた際、ゴジラからジラースに改造されたことが紹介された。
- 『ウルトラゾーン』では、第8話のアイキャッチでペヤングソースやきそば似のカップ麺を湯切りした際、麺を半分こぼしてしまう姿が描かれている[41]。また、第15話の特撮ドラマ「東京ジュラ紀（後編）」では、秘宝「アカンバロの瞳」の効果によって「ジラースに似ているが襟巻のない怪獣」[42]が東京に出現したことが登場人物の口から語られる[43]。
- 漫画『ウルトラマンSTORY 0』では、ジェロニモンに蘇生された再生怪獣の1体として登場。
- 『大怪獣バトル』の拡張第1弾に技カードとして登場。スキルは本編で岩を光線で狙撃した「早打ちの技術」。
- 小説『ウルトラマンF』では、ジラースの骨格を人工細胞と金属材料で覆って原子力モーターを動力源としたレプリカジラースが、インペイシャントによって造られた。
- ライブステージ
  - 『ウルトラマンフェスティバル'97』ライブステージ第1部では、キリエロイドの配下の怪獣として登場。光の妖精ファーラを処刑するためにグドンと共に出現する。最後はウルトラマンの八つ裂き光輪で襟巻を取られたところにスペシウム光線を受け、倒される。
  - 2014年に大阪で開催された『三大特撮ヒーローフェスティバル』のスペシャルステージでは、ショーの冒頭にウルトラマンと戦う怪獣として登場し、「襟巻を剥ぎ取られた後はほぼゴジラ」の姿[注釈 7]を経て、最後はスペシウム光線で倒される[44]。

### 過去の映像を流用しての登場
いずれも映像は『ウルトラマン』第10話を流用している。
『ウルトラマン』第39話
ゼットンに倒されたウルトラマンの走馬灯の中に登場。
『甦れ!ウルトラマン』
怪獣総進撃を予期したハヤタの回想シーンに登場。
『ウルトラマンティガ』
第49話のEDに登場。
『ウルトラマンボーイのウルころ』
第79話「ペットは大恐竜!?」に登場。